# Портнов Григорій Соломонович
Григорій Соломонович Портнов (нар. 30 березня 1906, Олександрівськ — пом. 1974) — український радянський мистецтвознавець; член Спілки радянських художників України.

## Біографія
Народився 30 березня 1906 року у місті Олександрівську (нині Запоріжжя, Україна). 1929 року закінчив Харківський інститут народної освіти.
У Червоній армії з травня 1942 року. Брав участь у німецько-радянській війні. Служив в інтендантській службі. Нагороджений орденом Червоної Зірки (10 серпня 1944), орденами Вітчизняної війни І (12 червня 1945) та ІІ (30 березня 1945) ступенів, медалями «За перемогу над Німеччиною» (9 травня 1945), «За визволення Варшави» (9 червня 1945), «За взяття Берліна» (9 червня 1945). 
Член ВКП(б) з 1945 року. До 1973 року працював секретарем Спілки радянських художників України. Жив у Києві, в будинку на вулиці Академіка Філатова, № 7, квартира № 1. Помер у 1974 році.

## Наукова діяльність
Працював у галузі історії мистецтва та художньої критики. Автор монографічних нарисів про художників та статей з питань українського образотворчого мистецтва. Серед робіт:
монографії
- «Николай Самокиш» (Москва, 1953);
- «Изобразительное искусство Украинской ССР» (Москва, 1957; у співавторстві з Леонідом Владичем);
- «Василь Касіян» (Москва, 1957);
- «Володимир Костецький» (Київ, 1958);
- «Георгій Меліхов» (Київ, 1962).

Брав участь у колективній праці «Російсько-українські зв'язки в образотворчому мистецтві» (Київ, 1956).
Публікував статті в журналах «Образотворче мистецтво», «Мистецтво», «Искусство», «Художник». 